# Basta che non si sappia in giro
Basta che non si sappia in giro è un film ad episodi del 1976 diretto da Nanni Loy, Luigi Magni e Luigi Comencini.

## Trama

### Macchina d'amore
Antonio Bormioli, uno sceneggiatore, si reca in copisteria per far dattilografare il suo nuovo copione del film Macchina d'amore (Love machine). La dattilografa incaricata di trascriverlo, dapprima riluttante, pian piano si immedesima sempre di più nelle vicende della protagonista, ad alto tasso erotico. Alla fine del lavoro nasce una simpatia tra lo sceneggiatore e la dattilografa, ma quando lui viene a sapere che la donna ha una difficile situazione familiare, decide di desistere dal tentare nuovi approcci. La donna rientra delusa a casa in una piazza rimasta deserta.

### Il superiore
Enzo Lucarelli, un secondino, viene preso in ostaggio durante una rivolta carceraria. I detenuti minacciano addirittura di sodomizzarlo se non riceveranno la visita del Ministro della Giustizia. L'attesa dura una notte intera, durante la quale uno dei detenuti, denominato "Lupo", cerca di anticipare i tempi della sodomizzazione, mentre un altro carcerato si offre come mediatore nelle trattative. Arriva anche la moglie del secondino con i due figli, che si offre per uno scambio di ostaggio (dopo che si sono rifiutati il direttore del carcere ed il parroco). La mattina seguente finalmente arriva un sottosegretario del Ministro, che per mezzo di un megafono pronuncia un discorso incomprensibile in "politichese", ottenendo comunque la fine della rivolta e la liberazione del Lucarelli. Nessuno però crede che egli non abbia subito la violenza, nonostante lui cerchi di tranquillizzare i familiari.

### L'equivoco
Paolo Gallizzi, un ragioniere celibe con l'hobby del modellismo, turbato alla vista di una sua vicina adusa a girare nuda in casa, decide di "prenotare" per telefono una ragazza squillo. Ma nel frattempo arriva Lia, una timidissima e impacciata impiegata, incaricata dal suo direttore di riscuotere le rate di un'enciclopedia; il ragioniere crede che sia la squillo prenotata e iniziano così equivoci e malintesi. Finiranno comunque col fare l'amore e quando arriva il collega di Lia nell'auto aziendale, la donna decide di andarsene. Si presenta però alla porta la vera ragazza squillo e Lia, sdegnata, fugge non rivelando al ragioniere chi è veramente.

## Produzione
Secondo una testimonianza di Lino Banfi, Luigi Magni lo scelse nel ruolo del direttore del carcere dopo averlo visto interpretare il medesimo ruolo nel film Detenuto in attesa di giudizio, diretto da Nanni Loy. Sempre secondo Banfi, gli esterni del secondo episodio vennero girati nel paese di Ceri, una frazione di Cerveteri.

## Curiosità
Nell'episodio intitolato Il superiore il personaggio di Lupo si rivolge alla guardia Lucarelli canticchiando il ritornello di una nota canzone della tradizione classica napoletana Oilì Oilà di Mario Pasquale Costa e testi di Salvatore Di Giacomo.